# Fédération internationale du char à voile
La Fédération internationale du char à voile, officiellement en néerlandais Internationale Vereniging voor Zeilwagensport et en anglais International Association for Sand & Land Yachting (souvent désignée par l'acronyme FISLY), est une association internationale qui regroupe les fédérations nationales de char à voile du monde entier.
La Fédération Internationale de Sand et Land Yachting est fondée en 1962. Une nouvelle constitution de la FISLY voit le jour en 2007.
La FISLY est membre observateur depuis juillet 2018 de l'Association mondiale des fédérations internationales de sport,.
Outre la promotion et la réglementation du sport, la FISLY organise également le championnat du monde depuis 1975 et le championnat d'Europe depuis 1963.

## Historique
La première semaine internationale de char à voile se déroule en 1961. Sous la direction du président de la Fédération Belge de char à voile (FBLYC), Bob Nyssens, ils se rencontrent le 10 novembre 1962 à Bruxelles et décide de fonder une association internationale afin de prendre en main le sort du char à voile. La Belgique, l'Allemagne, l'Angleterre et la France participent à la réunion. Pour l'Allemagne, Friedrich Gerlach, Horst Weigandt et Karl Friedrich Korupp  représentent le Yacht Club Sankt Peter-Ording (YCSPO). À l'issue des négociations qui durent deux jours, la Fédération Internationale de Sand et Land Yachting, ou FISLY, est fondée en 1962.
La première assemblée générale de la FISLY a lieu lors du premier championnat d'Europe en 1963 à Sankt Peter-Ording. Lors de cette réunion, le Belge Bob Nyssens est élu président. Les vice-présidents sont Friedrich Gerlach (Allemagne), Horst Weigandt (Allemagne), R. Collinet (France) et G. Verraart (Belgique).
En 2007, pour améliorer la gouvernance de la FISLY en faveur du développement du char à voile, une nouvelle constitution pour la FISLY est éditée et finalement approuvée, par le conseil et l'assemblée générale, au Touquet-Paris-Plage en France, après 4 ans de discussion. L'acte fondateur est rédigé par le notaire le 25 janvier 2007 à Louvain en Belgique et reconnue comme association internationale à but non lucratif (droit belge) par la loi royale sur proposition du ministre belge de la Justice du 23 mars 2007,.

## Missions de la FISLY
Le but de l'association est de promouvoir le char à voile dans un environnement sûr grâce à :
- Coordination et soutien des associations nationales de char à voile ;
- Promotion et développement de l'échange de données, de la recherche et de la diffusion des bonnes pratiques en char à voile ;
- Coopération avec les membres, afin de créer de nouvelles organisations de char à voile et les accompagner dans les zones où elles n'existent pas encore ;
- Développement du char à voile en agissant en tant que fédération internationale de char à voile ;
- Coopération avec d’autres organisations internationales et intégration d’organisations nationales avec des objectifs communs.

Les activités prévues de l’association sont les suivantes :
- Promouvoir le char à voile par le développement et l'amélioration de la réglementation de la pratique du char à voile, aussi bien dans le cadre de la compétition que dans un contexte récréatif ;
- D'échanger des expériences pratiques, des informations médicales et scientifiques dans le cadre du char à voile ;
- Promouvoir le fonctionnement d'écoles de formation et de pratique de char à voile ;
- Étendre la FISLY à d'autres pays et régions du monde, communiquer et agir en coopération avec d'autres organismes internationaux ;
- Promouvoir et imposer des équipements, informations, symboles et règles uniformes pour le contrôle et la réglementation du sport de char à voile ;
- Promouvoir et organiser des événements de char à voile et des compétitions de char à voile, sur sable et sur terre, afin de stimuler l'intérêt pour le char à voile ;
- Prendre toute autre mesure que la FISLY pourrait juger pertinente pour atteindre ses objectifs.

## Catégories de membres
L’article 6 de la Constitution de la FISLY reconnaît trois catégories de membres:
- Membre à part entière : Les membres à part entière peuvent être des fédérations nationales de char à voile, composées d’un minimum de deux clubs et fédérations, qui sont les seuls organismes représentant le char à voile dans leur pays.
- Membre associé: Les membres associés peuvent également être des fédérations nationales de char à voile. Les membres associés ont moins de voix au Conseil FISLY et à l'Assemblée Générale que les membres à part entière. Le droit d'organiser des championnats internationaux est réservé aux membres à part entière.
- Membre correspondant : Associations qui peuvent assister aux réunions du Conseil de la FISLY et à l'Assemblée générale, mais n'ont aucun droit de vote

En 2020, la fédération regroupe une 20 nations.

## Nations membres
| Membre à part entière | Membre associé | Membre correspondant |
| --- | --- | --- |
| - Allemagne : Strand Segler Club St. Peter-Ording - Belgique : Belgische Federatie der Land Yacht Clubs - Danemark : Dansk Land Sejler Forening - États-Unis : North American Land Sailing Association - France : Fédération française de char à voile | - Angleterre : British Federation of Sand & Land Yacht Clubs - Argentine : Federacion Argentina carrovelismo - Chili : Carrovelismo en Chile - Écosse : Scottish Power Kite Association - Espagne : Asociación Española de Carrovelismo - Irlande : Irish Power Kite and Sandyacht Association - Pays-Bas : Nederlandse Strandzeilfederatie - Suisse : Switserland landsegeln - Class 2 Association - Class 3 Association - Class 8 Association Kite Buggy - Class Mini Association International Miniyacht (5.60) Class Association - Class Standart Association - Para Kart Association | - Brésil : Federação Brasileira de Carro a Vela - Chine : China Landsailing Organisation - Djibouti : Land Yachting Club - Grèce : Fisly Representatives - Italie : Carroavela Italy - Lituanie : Lithuanian Ice and Land sailing association - Portugal : Carro à Vela Portugal - Historic Sand Yachts International |

## Compétitions organisées par la FISLY

### Compétitions masculines
- Championnats d'Europe de Char à voile (depuis 1963)
- Championnats du monde de Char à voile (depuis 1975)

### Compétitions féminines
- Championnats d'Europe de Char à voile (depuis 1998)
- Championnats du monde de Char à voile (depuis 1975)

### Nations tenantes du titre
| Compétition          | Masculine     | Féminine      |
| -------------------- | ------------- | ------------- |
| Championnat du monde | France (2018) | France (2018) |
| Championnat d'Europe | France (2019) | France (2019) |